# TSV Rally Sport

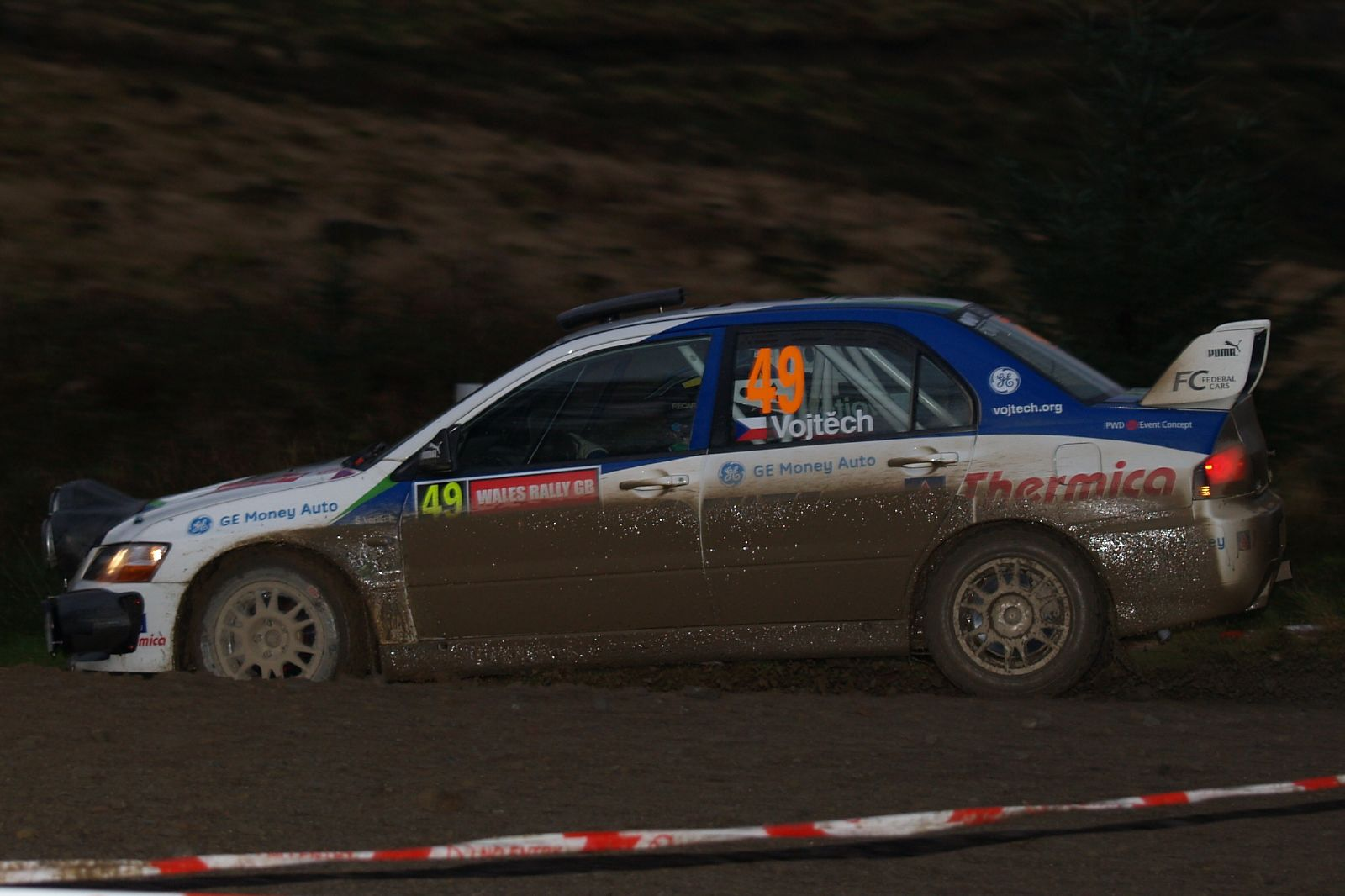
Štěpán Vojtěch na Wales Rally 2007

TSV Rally Sport je český tým, který se pravidelně zúčastňuje rallye. Zkratka TSV původně znamenala Tomáš a Štěpán Vojtěchovi. Tým existuje od začátku devadesátých let. 
Původní náplní týmu byla příprava cestovních vozů pro závody na okruzích. Ředitelem týmu byl otec obou závodníků Zdeněk Vojtěch. Hlavními mechaniky byli Vladimír Šulc, Ladislav Bareš ml., Václav Červenka a Pavel Pour. Později se tým začal zabývat přípravou vozů na Peugeot Cup, což byl pohár automobilů Peugeot v rally. V roce 1996 Tomáš tento pohár vyhrál a jeho bratr Štěpán byl druhý. V následujícím roce přesedli oba závodníci do vozů Peugeot 306 MAXI a ve stejném pořadí jako rok předtím skončili v divizi 1. Od roku 2001 se aktivity týmu soustředili pouze na rally a oba jezdci startovali s vozy Toyota Celica v kategorii A8 v českém mistrovství rally i sprintrally, kde dosáhli třetího a čtvrtého místa hned za speciály skupiny WRC. Pro sezonu 2002 tedy oba jezdci startovali s vozy Toyota Corolla WRC a o rok později s vozy Peugeot 206 WRC. V roce 2005 tým postihla tragédie, když starší bratr Tomáš náhle zemřel. Generálním sponzorem týmu je v současnosti společnost OMW. 